# Federal Aviation Regulations
Die Federal Aviation Regulations (deutsch Bundesluftfahrtregelungen) oder FARs sind von der Federal Aviation Administration (FAA) festgesetzte Richtlinien, die alle Luftfahrttätigkeiten in den Vereinigten Staaten regeln. Der Administrator der FAA wird mit Bundesgesetz ermächtigt die FAR festzusetzen, zu ändern und zu löschen.  Die FARs selbst sind damit ein Bestandteil der amerikanischen Bundesverordnungen als Title 14 der Code of Federal Regulations. In ihnen werden eine breitgefächerte Anzahl von Tätigkeiten wie Flugzeugdesign, Flüge der Fluggesellschaften, Pilotentraining, Ballonfahrten und sogar Modellraketenstarts geregelt. Die Richtlinien wurden entworfen, um die Sicherheit in der Luftfahrt zu fördern und um Piloten, Passagiere sowie die Öffentlichkeit vor unnötigen Gefahren zu schützen. Sie sollen auch die Sicherheit der Vereinigten Staaten, vor allem nach den Anschlägen des 11. Septembers 2001, vor Angriffen schützen.

## Aufbau
Die FARs werden in Kapitel (englisch Chapter) und Unterkapitel (englisch Subchapter) unterteilt, die wiederum durch ihre Eingliederung innerhalb der amerikanischen Bundesverordnungen Parts (deutsch Bestandteil) genannt werden. Title 14 der CFR umfasst mehr Regelungen als die FARs, die nur Kapitel I des Title 14 umfassen. Jedes Part beschäftigt sich mit einer spezifischen Art der Luftfahrtaktivität. Die Part der FAR sind nach den Unterkapiteln und damit nicht durchgehend nummeriert und umfassen die Nummern 1 bis 199:
Title 14 – Luft- und Raumfahrt
Kapitel I – Federal Aviation Administration
- Unterkapitel A – Definitionen und allgemeine Anforderungen
  - Part 1 – Definitionen und Abkürzungen
  - Part 2 – Allgemeine Anforderungen
  - Part 3 – Sicherheitsmanagement
- Unterkapitel B – Verfahrensregeln
  - Part 11 – Allgemeine Verfahren für Weisungen
  - Part 13 – Ermittlungs- und Vollstreckungsverfahren
  - Part 14 – Umsetzung des Equal Access to Justice Act 1980
  - Part 15 – Verwaltungsklagen nach dem Federal Tort Claims Act
  - Part 16 – Regeln für die Überwachung von Flughäfen durch Bundesbehörden
  - Part 17 – Verfahren für Beschwerden und Vertragsstreitigkeiten
- Unterkapitel C – Luftfahrzeuge
  - Part 21 – Verfahren für die Zertifizierung von Produkten und Bauteilen
  - Part 23 – Standard für Lufttüchtigkeit: Flugzeuge der Normal Category
  - Part 25 – Standard für Lufttüchtigkeit: Flugzeuge der Transport Category
  - Part 26 – Ständige Verbesserung der Lufttüchtigkeit und Sicherheit für Flugzeuge der Transport Category
  - Part 27 – Standard für Lufttüchtigkeit: Drehflügler der Normal Category
  - Part 29 – Standard für Lufttüchtigkeit: Drehflügler der Transport Category
  - Part 31 – Standard für Lufttüchtigkeit: Bemannte Freiballone
  - Part 33 – Standard für Lufttüchtigkeit: Luftfahrzeugantriebe
  - Part 34 – Emissionen von Flugzeugmotoren und Treibstoffentlüftung
  - Part 35 – Standard für Lufttüchtigkeit: Propeller
  - Part 36 – Standards für Lärmemission bei Musterzulassung und beim Lufttüchtigkeitszeugnis
  - Part 39 – Lufttüchtigkeitsanweisung
  - Part 43 – Wartung, Vorbeugende Instandhaltung, Umbau und Änderung
  - Part 45 – Luftfahrzeugkennzeichen
  - Part 47 – Registrierung des Luftfahrzeuges
  - Part 48 – Registrierung und Kennzeichnung kleiner unbemannter Luftfahrzeuge
- Unterkapitel D – Luftfahrer
  - Part 60 – Flugsimulationssysteme – Qualifizierung und Nutzung
  - Part 61 – Zertifizierung: Piloten, Fluglehrer, Lehrer für die Theorieausbildung
  - Part 63 – Zertifizierung: Fliegenden Personal außer Piloten
  - Part 65 – Zertifizierung: Luftfahrtpersonal außer fliegendes Personal
  - Part 67 – Medizinische Anforderungen und Tauglichkeitszeugnis
  - Part 68 – Anforderung für das Fliegen bestimmter Leichtflugzeuge ohne Medizinischem Tauglichkeitszeugnis
- Unterkapitel E – Luftraum
  - Part 70 – Verteilung Lufträume der Luftraumklassen A, B, C, D und E, Luftstraßen, Meldepunkte
  - Part 73 – Spezielle Lufträume
  - Part 77 – Sichere, effiziente Nutzung und Erhaltung des nutzbaren Luftraums
- Unterkapitel F – Luftverkehr und Luftfahrbetriebsregeln
  - Part 91 – Allgemeine Betriebsregeln und Flugregeln
  - Part 93 – Spezielle Luftverkehrsregeln
  - Part 95 – Flughöhen unter Instrumentenflugregeln
  - Part 97 – Standardverfahren nach Instrumentenflugregeln
  - Part 99 – Sicherheitsüberprüfung des Luftverkehrs
  - Part 101 – Fesselballons, Hängegleiter, Amateurraketen, Unbemannte Freiballons und bestimmte Modellflugzeuge
  - Part 103 – Ultralight Vehicles
  - Part 105 – Fallschirmsprungbetrieb
  - Part 107 – Kleine unbemannte Luftfahrzeuge
- Unterkapitel G – Luftverkehrsbetriebe – Zulassung und Betrieb
  - Part 110 – Generelle Anforderungen
  - Part 117 – Flug- und Dienstzeiten, Ruhezeiten für Luftfahrbesatzungen
  - Part 119 – Lizenzierung von Luftfahrtunternehmer und kommerzielle Betreibern
  - Part 120 – Testprogramm für Alkohol und Drogen
  - Part 121 – Betriebsanforderungen an inländischen und zusätzlichen Betrieb
  - Part 125 – Betrieb und Zulassung für Flugzeuge mit mehr als 20 Sitzplätze für Passagiere oder eine maximales Abfluggewicht von mehr als 6.000 lbs.; Regeln für Personal an Bord solcher Flugzeuge
  - Part 129 – Betriebsregeln für ausländische Luftfahrtunternehmer und für ausländische Luftfahrtunternehmer im Betrieb mit in den Vereinigten Staaten registrierten Luftfahrzeugen
  - Part 133 – Betrieb von Drehflüglern mit Außenlasten
  - Part 135 – Betriebsanforderungen für Zubringerdienst (englisch commuter) und Regeln für Personal an Bord solcher Flugzeuge
  - Part 136 – Kommerzielle Flugrundreisen und Rundflüge über National Parks
  - Part 137 – Flugbetrieb in der Landwirtschaft
  - Part 139 – Zulassung von Flughäfen
- Unterkapitel H – Schulen und anderer zertifizierte Betriebe
  - Part 141 – Flugschulen
  - Part 142 – Ausbildungszentren
  - Part 145 – Instandhaltungsbetriebe
  - Part 147 – Luftfahrzeugtechnische Schulen
- Unterkapitel I – Flughäfen
  - Part 150 – Fluglärmprogramm für Flughäfen
  - Part 151 – Bundeshilfe für Flughäfen
  - Part 152 – Unterstützungsprogramm für Flughäfen
  - Part 153 – Flughafenbetrieb
  - Part 155 – Entlastung von Flughafeneigentum von Restriktionen
  - Part 156 – State Block Grant Pilot Program
  - Part 157 – Meldungen über den Neubau, Änderung, Betriebsaufnahme und Betriebsaufgabe von Flughäfen
  - Part 158 – Gebühren für die Passagierabfertigung
  - Part 161 – Mitteilung und Genehmigungen über Lärmbeschränkungen und Flugbeschränkungen auf Flughäfen
  - Part 169 – Ausgaben von Bundesmitteln für Nichtmilitärische Flughäfen und Einrichtungen der Flugnavigation
- Unterkapitel J – Navigationseinrichtungen
  - Part 170 – Errichtungs- und Aufgabekriterien für Dienstleistungen der Flugverkehrskontrolle und Navigationseinrichtungen
  - Part 171 – Navigationseinrichtungen, die nicht dem Bund gehören
- Unterkapitel K – Verwaltungsvorschriften der FAA
  - Part 183 – Vertreter des Administrators der FAA
  - Part 185 – Zeugenaussagen von Mitarbeitern und Erstellung von Aufzeichnungen für Gerichtsverfahren. Zustellung von Schriftsätzen
  - Part 187 – Gebühren
  - Part 189 – Benutzung des FAA-Kommunikationssystems
  - Part 193 – Schutz freiwillig überlassener Informationen
- Unterkapitel N – Versicherung von Kriegsrisiken
  - Part 198 – Luftfahrtversicherung